# 八馬史尚
八馬 史尚（はちうま ふみなお、1959年12月8日 - ）は、日本の実業家。J-オイルミルズ代表取締役社長、セブン&アイ・ホールディングス取締役会議長、日本植物油協会会長、日本食品・バイオ知的財産権センター会長などを歴任。

## 人物・経歴
兵庫県神戸市出身。1983年一橋大学社会学部卒業、味の素入社、東京支店配属。1998年インドネシア味の素代表取締役社長。2003年味の素海外食品・アミノ酸カンパニーコンシューマーフーズ事業本部。2008年アメリカ味の素取締役副社長。
2009年味の素食品カンパニー加工食品部長。2011年味の素食品事業本部外食デリカ事業部長。2013年味の素執行役員。2015年味の素常務執行役員。同年からJ-オイルミルズ代表取締役社長を務め、海外展開などを進めた。2018年日本植物油協会会長。
日本食品・バイオ知的財産権センター会長なども務めた。2022年J-オイルミルズ顧問。2023年セブン&アイ・ホールディングス取締役、SUBARU取締役、YKK AP監査役。2025年セブン&アイ・ホールディングス取締役会議長。

## 監修
- 『スープ入門』日本食糧新聞社 2011年